# Kaliban (luna)
Kaliban je drugi največji Uranov retrogradni satelit. 

## Odkritje in imenovanje
Luno Kaliban so odkrili Brett J. Gladman, Philip D. Nicholson, Joseph A. Burns in John J. Kavelaars 6. septembra 1997 z uporabo teleskopa Hale (5 m) na Observatoriju Palomar (Kalifornija). V istem času je bil tam odkrita tudi največja retrogradna luna Sikoraks.
Takrat je dobila začasno oznako  S/1997 U 1. 
Uradno ime je  dobila po pošasti iz Shakespearjeve igre Vihar. 
Luna je znana je tudi kot  Uran XVI.

## Lastnosti
Parametri tirnice kažejo na to, da je Kaliban skupaj z luno Štefan pripadal nekemu dinamičnemu sistemu, ki ima skupen izvor.
Luna Kaliban je po velikosti druga največja luna Urana. Njen premer je ocenjen na 72 km (z upoštevanjem, da je albedo enak 0,04). Luna je tudi druga največja nepravilna luna Urana. Po velikosti je dvakrat tako velika kot luna Sikoraks. Raziskave barve površine niso dale enoličnih rezultatov. Barva lune Kaliban je bolj rdeča kot Sikoraksa, vendar je manj rdeča kot večina teles iz Kuiperjevega pasu.